# アエイオウ (アニメ)
アエイオウ（原題 : A.E.I.O.U.）はイタリアの作品で、幼児向けの砂アニメーション。タイトルはイタリアを含めた諸国の母音の並びである。
日本では、1979年4月から1981年3月および、2003年頃にNHK総合、NHK教育（当時）の『おかあさんといっしょ』内、1994年4月から2002年3月までにNHK教育の「プチプチ・アニメ」で放送された事がある。1話5分。
ビデオソフト化はリリースされていない。一部のエピソードは、制作会社であるミッセーリ・スタジオの公式YouTubeチャンネルにて公開されている。

## スタッフ
- 監督：フランチェスコ・ミッセーリ
- 音楽：ピエロ・バルベッティ
- 美術：ランフランコ・バルディ
- 撮影：パオロ・ボルセッティ
- 編集：マッシモ・プラテージ
- 製作：アウグスト・リーギ
- アニメーション制作：L+Hフィルムズ

## エピソード
毎回、5人組のうちの1人（名前などは一切不明）が外に出て、様々な出来事に遭遇する。そのたびに魔法のバイオリンを鳴らして解決していく、一話完結型の作品。コントラバスを使って解決した回もある。
「プチプチ・アニメ」での放送順に拠る。
- 第1話「きんのすきなおうさま」
- 第2話「おおかみにきをつけて」
- 第3話「いじわるなようせい」
- 第4話「ねむりのせい」
- 第5話「かいぞく」
- 第6話「ホラふきカウボーイ」
- 第7話「ふしぎなえほん」
- 第8話「まほうのランプ」
- 第9話「まほうつかい」
- 第10話「おこさないで」
- 第11話「ドラゴンのおしろ」
- 第12話「サメをやっつけろ」
- 第13話「おばけだぞ」
- 第14話「とりでのてっぺんへ」

各エピソードの最後には、必ず5人が集合し、5人揃って「アエイオウ!」と叫ぶのが恒例となっている（ただし、エピソードによってはない場合もある）。